# 맬서스 성장 모델
맬서스 성장 모델(Malthusian growth model), 단순 지수 성장 모델(simple exponential growth model), 인구 역학 모델은 본질적으로 함수가 증가하는 속도에 비례한다는 개념에 기초한 기하급수적 성장이다. 이 모델은 개체군에 관한 가장 초기이자 가장 영향력 있는 책 중 하나인 인구론(1798)을 쓴 토머스 로버트 맬서스의 이름을 따서 명명되었다.
맬서스 모델은 다음 형태를 가지며
{\displaystyle P(t)=P_{0}e^{rt}}
여기서 각 변수의 의미는 아래와 같다.
- P0 = P(0)는 초기 개체 규모이다.
- r = 인구 성장률이다.[2][3][4]
- t = 시간.